# Liste des ministres français de la Reconstruction et de l'Urbanisme
Pour un article plus général, voir ministère de la Reconstruction et de l'Urbanisme.
Le ministre de la Reconstruction et de l'Urbanisme est un ministre français qui a en charge l’administration qui regroupe les services de la Délégation générale à l’équipement national (DGEN) et de ceux du Commissariat technique à la reconstruction immobilière (CTRI). 
Le ministère est créé en octobre 1944 par le Gouvernement provisoire de la République française du général de Gaulle. Il devient en 1955 le ministère de la Reconstruction et du Logement (MRL) puis le ministère de la Construction en 1958, et le ministère de l’Équipement en 1966. Son héritier est, en 2018, le ministère de l'Écologie.

## Liste des titulaires du ministère de la Reconstruction et de l'Urbanisme
- 16 novembre 1944 - 20 janvier 1946 : Raoul Dautry
- 26 janvier 1946 -  28 novembre 1946 : François Billoux
- 16 décembre 1946 - 16 janvier 1947 : René Schmitt (sous-secrétaire d'État à la Reconstruction, dépendant du ministre des Transports, Travaux publics et de la Reconstruction)
- 22 janvier 1947 - 4 mai 1947 : Charles Tillon
- 4 mai 1947 - 9 mai 1947 : Jules Moch (par intérim)
- 9 mai 1947 - 19 novembre 1947 : Jean Letourneau (ministre, puis Secrétaire d'État à la Reconstruction et à l'Urbanisme à partir du 31 octobre 1947)
- 24 novembre 1947 - 7 septembre 1948 : René Coty
- 11 septembre 1948 - 7 janvier 1953 : Eugène Claudius-Petit
- 8 janvier 1953 - 21 mai 1953 : Pierre Courant
- 28 juin 1953 - 5 février 1955 : Maurice Lemaire (ministre de la Reconstruction et du Logement, puis ministre du Logement et de la Reconstruction)
- 23 février 1955 - 24 janvier 1956 : Roger Duchet (ministre de la Reconstruction et du Logement)
- 1er février 1956 - 21 mai 1957 : Pierre de Félice (sous-secrétaire d'État à la Reconstruction et au Logement)
- 17 juin 1957 - 30 septembre 1957 : Bernard Chochoy (secrétaire d'État à la Reconstruction et au Logement)
- 6 novembre 1957 - 28 mai 1958 : Pierre Garet (ministre de la Reconstruction et du Logement)

À partir du Gouvernement de Gaulle III nommé le 1er juin 1958, le terme de « Reconstruction » n'apparait plus dans la dénomination officielle d'un Ministère.